# Kendra (Fernsehserie)/Episodenliste
Diese Episodenliste enthält alle Episoden der US-amerikanischen Doku-Soap Kendra, sortiert nach der US-amerikanischen Erstausstrahlung. Die Fernsehserie umfasst vier Staffeln mit 45 Episoden.

## Staffel 1
| Nr. (ges.) | Nr. (St.) | Deutscher Titel                  | Originaltitel                    | Erstausstrahlung USA | Deutschsprachige Erstausstrahlung (D) |
| ---------- | --------- | -------------------------------- | -------------------------------- | -------------------- | ------------------------------------- |
| 1          | 1         | Un-Rappin                        | Un-Rappin                        | 7. Juni 2009         | 21. Juni 2009                         |
| 2          | 2         | The Ex Files                     | The Ex Files                     | 7. Juni 2009         | 28. Juni 2009                         |
| 3          | 3         | Baskett Cases                    | Baskett Cases                    | 14. Juni 2009        | 5. Juli 2009                          |
| 4          | 4         | Lust in America                  | Lust in America                  | 21. Juni 2009        | 12. Juli 2009                         |
| 5          | 5         | A Star Is Shorn                  | A Star Is Shorn                  | 28. Juni 2009        | 19. Juli 2009                         |
| 6          | 6         | No Hanky, No Panky               | No Hanky, No Panky               | 5. Juli 2009         | 26. Juli 2009                         |
| 7          | 7         | Bridal Sweets                    | Bridal Sweets                    | 12. Juli 2009        | 2. Aug. 2009                          |
| 8          | 8         | Between a Crock and a Hard Place | Between a Crock and a Hard Place | 19. Juli 2009        | 9. Aug. 2009                          |
| 9          | 9         | Preggers Can’t Be Choosers       | Preggers Can’t Be Choosers       | 26. Juli 2009        | 16. Aug. 2009                         |
| 10         | 10        | Undress Rehearsal                | Undress Rehearsal                | 2. Aug. 2009         | 23. Aug. 2009                         |
| 11         | 11        | Let Them Eat Wedding Cake        | Let Them Eat Wedding Cake        | 2. Aug. 2009         | 30. Aug. 2009                         |
| 12         | 12        | Keepin It Real                   | Keepin It Real                   | 9. Aug. 2009         | 6. Sep. 2009                          |

## Staffel 2
| Nr. (ges.) | Nr. (St.) | Deutscher Titel                    | Originaltitel                      | Erstausstrahlung USA | Deutschsprachige Erstausstrahlung (D) |
| ---------- | --------- | ---------------------------------- | ---------------------------------- | -------------------- | ------------------------------------- |
| 13         | 1         | Here Comes Baby                    | Here Comes Baby                    | 15. Jan. 2010        | 6. Jan. 2010                          |
| 14         | 2         | Date Night                         | Date Night                         | 14. März 2010        | 11. Apr. 2010                         |
| 15         | 3         | Three Girls and a Baby             | Three Girls and a Baby             | 21. März 2010        | 18. Apr. 2010                         |
| 16         | 4         | The Big Game                       | The Big Game                       | 28. März 2010        | 25. Apr. 2010                         |
| 17         | 5         | With a Little Help from My Friends | With a Little Help from My Friends | 11. Apr. 2010        | 2. Mai 2010                           |
| 18         | 6         | Are We There Yet?                  | Are We There Yet?                  | 18. Apr. 2010        | 9. Mai 2010                           |
| 19         | 7         | Me Tarzana, You Kendra             | Me Tarzana, You Kendra             | 25. Apr. 2010        | 16. Mai 2010                          |
| 20         | 8         | Let Them Eat Cupcakes              | Let Them Eat Cupcakes              | 2. Mai 2010          | 23. Mai 2010                          |
| 21         | 9         | The Eagle Has Landed               | The Eagle Has Landed               | 9. Mai 2010          | 30. Mai 2010                          |
| 22         | 10        | GILF Trip                          | GILF Trip                          | 16. Mai 2010         | 6. Juni 2010                          |
| 23         | 11        | Here’s Looking at You, Kendra      | Here’s Looking at You, Kendra      | 23. Mai 2010         | 13. Juni 2010                         |
| 24         | 12        | Chips Ahoy                         | Chips Ahoy                         | 30. Mai 2010         | 19. Juni 2010                         |
| 25         | 13        | True Confessions                   | True Confessions                   | 31. Mai 2010         | 20. Juni 2010                         |

## Staffel 3
| Nr. (ges.) | Nr. (St.) | Deutscher Titel         | Originaltitel           | Erstausstrahlung USA | Deutschsprachige Erstausstrahlung (D) |
| ---------- | --------- | ----------------------- | ----------------------- | -------------------- | ------------------------------------- |
| 26         | 1         | Welcome to Philadelphia | Welcome to Philadelphia | 7. Nov. 2010         | 9. Jan. 2011                          |
| 27         | 2         | Let the Games Begin     | Let the Games Begin     | 14. Nov. 2010        | 16. Jan. 2011                         |
| 28         | 3         | Fashion Weak            | Fashion Weak            | 21. Nov. 2010        | 23. Jan. 2011                         |
| 29         | 4         | The Unkindest Cut       | The Unkindest Cut       | 28. Nov. 2010        | 30. Jan. 2011                         |
| 30         | 5         | Interception            | Interception            | 5. Dez. 2010         | 6. Feb. 2011                          |
| 31         | 6         | Bye-Bye, Bye Week       | Bye-Bye, Bye Week       | 12. Dez. 2010        | 13. Feb. 2011                         |
| 32         | 7         | Come Out As You Are     | Come Out As You Are     | 19. Nov. 2010        | 20. Feb. 2011                         |
| 33         | 8         | It’s All Relative       | It’s All Relative       | 26. Dez. 2010        | 27. Feb. 2011                         |
| 34         | 9         | Out with It             | Out with It             | 2. Jan. 2011         | 6. März 2011                          |
| 35         | 10        | Reunion                 | Reunion                 | 9. Jan. 2011         | 13. März 2011                         |

## Staffel 4
| Nr. (ges.) | Nr. (St.) | Deutscher Titel             | Originaltitel               | Erstausstrahlung USA | Deutschsprachige Erstausstrahlung (D) |
| ---------- | --------- | --------------------------- | --------------------------- | -------------------- | ------------------------------------- |
| 36         | 1         | Here Comes the Neighborhood | Here Comes the Neighborhood | 25. Sep. 2011        | 16. Okt. 2011                         |
| 37         | 2         | A Fine Bromance             | A Fine Bromance             | 2. Okt. 2011         | 23. Okt. 2011                         |
| 38         | 3         | Victoria’s Secrets          | Victoria’s Secrets          | 9. Okt. 2011         | 30. Okt. 2011                         |
| 39         | 4         | Meet Your Match             | Meet Your Match             | 16. Okt. 2011        | 6. Nov. 2011                          |
| 40         | 5         | Family Matters              | Family Matters              | 23. Okt. 2011        | 13. Nov. 2011                         |
| 41         | 6         | Fathers and Sons            | Fathers and Sons            | 30. Okt. 2011        | 19. Dez. 2011                         |
| 42         | 7         | Lovitz or Leave It          | Lovitz or Leave It          | 6. Nov. 2011         | 19. Dez. 2011                         |
| 43         | 8         | Booking It                  | Booking It                  | 13. Nov. 2011        | 14. Dez. 2011                         |
| 44         | 9         | The Homecoming King         | The Homecoming King         | 20. Nov. 2011        | 14. Dez. 2011                         |
| 45         | 10        | Homeward Bound              | Homeward Bound              | 20. Nov. 2011        | 18. Dez. 2011                         |